# Карл Лудвиг Албрехт фон Зайн-Витгенщайн
Карл Лудвиг Албрехт фон Зайн-Витгенщайн-Ноймаген (на немски: Karl Ludwig Albrecht zu Sayn-Wittgenstein-Neumagen; * 20 юни 1658; † 16 септември 1724) е граф на Зайн-Витгенщайн-Ноймаген.
Той е син на граф Лудвиг Алберт (Албрехт) фон Зайн-Витгенщайн-Ноймаген (1617 – 1664) и съпругата му графиня Йоханета Мария фон Вид (1615 – 1715), дъщеря на граф Херман II фон Вид (1580 – 1631) и съпругата му графиня Юлиана Доротея фон Золмс-Хоензолмс (1592 – 1649), дъщеря на граф Херман Адолф фон Золмс-Хоензолмс (1545 – 1613).

## Фамилия
Карл Лудвиг Албрехт се жени на 20 юни 1681 г. за графиня Конкордия фон Зайн-Витгенщайн-Хоенщайн (* 23 октомври 1648 в Мюнстер; † 25 януари 1683), вдовица на граф Лудвиг Гюнтер II фон Шварцбург-Зондерсхаузен-Ебелебен (1621 – 1681), дъщеря на граф Йохан VIII фон Зайн-Витгенщайн-Хоенщайн (1601 – 1657) и графиня Анна Августа фон Валдек-Вилдунген (1608 – 1658). Техни деца са:
- Фридрих Магнус (* ок. 1682 – умира млад)
- Шарлота (* ок. 1683 – умира млада)

Карл Лудвиг Албрехт се жени втори път на 20 юни 1689 г. за графиня Шарлота фон Зайн-Витгенщайн-Хоенщайн (* 2 януари 1661; † 9 февруари 1725), дъщеря на граф Густав фон Зайн-Витгенщайн-Хоенщайн в Клетенберг (1633 – 1700) и Анна де Ла Плац (1634 – 1705). Те имат 12 деца:
- Шарлота София (* 5 януари 1690 – ?)
- Карл Вилхелм Густав (* 15 февруари 1691; † 21 април 1754), генерал-майор, женен на 11 септември 1727 г. за Мария Анна Тереза фон дер Хайден († 1742)
- Шарлота София (* 8 юни 1692)
- Йохан Фридрих (* 26 ноември 1693; † 25 март 1709)
- Лудвиг Александер (* 26 декември 1694; † 22 май 1768), генерал-майор на Вюртемберг, генерал-фелдмаршал на Швабия, женен на 1 януари 1724 г. за Фридерика Вилхелмина фон Вендесен (1700 – 1780)
- Поликсена (* 1695 – ?)
- Каролина (* 15 март 1698; † 17 декември 1772)
- Вилхелмина (* 19 февруари 1699; † 1703)
- Конкордия Августа (* 21 април 1700; † 15 февруари 1777)
- Амалия Луиза фон Зайн-Витгенщайн-Зайн (* 3 юли 1702; † 17 декември 1737), омъжена на 17 януари 1733 г. за граф Йохан Лудвиг Адолф фон Вид-Рункел (1705 – 1762), син на граф Максимилиан Хайнрих фон Вид-Рункел-Дирдорф (1681 – 1706)
- Фридрих Карл фон Зайн-Витгенщайн (* 15 март 1703; † 19 юни 1786), граф на Зайн-Витгенщайн-Зайн, женен на 18 март 1765 г. за София Фердинанда Хелена Амалия фон Сайн (1741 – 1774), дъщеря на граф Карл Вилхелм фон Зайн-Витгенщайн-Берлебург-Карлсбург
- Лудвиг Ернст (* 1 май 1706; † 19 май 1758), маршал на Вюртемберг (1706 – 1758)